# Marina Busse
Marina Busse (* 14. März 1956 in Bremerhaven; † 18. Januar 2015) war eine deutsche Schauspielerin und Hochschulprofessorin.

## Leben
Busse begann ihre künstlerische Laufbahn nach ihrem Abitur in der Spielzeit 1975/1976 als Regieassistentin am Stadttheater Bremerhaven. Sie entschied sich dann für die Schauspielerei und absolvierte von 1976 bis 1979 eine Schauspielausbildung an der Schauspielschule Gmelin in München. Ihre Ausbildung schloss sie 1979 mit der Bühnenreifeprüfung ab. Es folgten mehrere Zusatzausbildungen in den Fächern Tanz (bei Angelika Schlund, München), Sprechtechnik, Musical (bei der Kammerschauspielerin Susi Nicoletti in Salzburg) und Körperarbeit. 1980 besuchte sie Strasberg-Seminare in München und New York City.
Von 1980 bis 1991 war Busse als festes Ensemblemitglied am Schauspielhaus Nürnberg engagiert. Zu ihren Rollen dort gehörten u. a.: Die junge Frau in Der Reigen (Spielzeit 1982/83; Premiere: Oktober 1982), Erna in Kasimir und Karoline (Spielzeit 1983/84; Premiere: Februar 1984; Regie: Henning Rühle, neben Ksch. Jochen Kuhl und Patricia Litten in den Titelrollen), Frau Kramer in Draußen vor der Tür (Spielzeit 1985/86, Premiere: Oktober 1985; Regie: Hansjörg Utzerath), Sittah in Nathan der Weise (Spielzeit 1987/88; Premiere Juni 1988, neben Burkhard Heyl als Saladin) und Königin Isabeau in Die Jungfrau von Orleans (Spielzeit 1988/89, Premiere: Mai 1989; Regie: Daniel Karasek). Zwischen 1991 und 2002 hatte sie Theaterengagements u. a. am Stadttheater Ingolstadt, in München und am Rheinischen Landestheater Neuss. Sie arbeitete in dieser Zeit u. a. mit den Regisseuren Rudolf Noelte, K. D. Schmidt und Imo Moszkowicz zusammen. Szenische Lesungen gab sie u. a. in der Philharmonie Köln und am Schauspielhaus Berlin. 2002 hatte sie ein Gastengagement am Schauspielhaus Hamburg; sie wirkte dort in der Uraufführung des Schauspiels Hysterikon von Ingrid Lausund mit. 2006 trat sie am Grillo-Theater in Essen in der Schauspiel-Produktion Café Europa von Nuran David Calis auf.
Seit 1990 war sie auch als Dozentin in der Schauspielausbildung in München, Salzburg und Berlin tätig. Von 1994 bis 2002 war sie Dozentin für Grundunterricht und Szenenstudium an der Hochschule für Musik und darstellende Kunst „Mozarteum“ in Salzburg. Von 1997 bis 2002 war sie Dozentin für Schauspiel an der Bayerischen Theaterakademie in München. Zu ihren Schülern dort gehörte u. a der Schauspieler Tom Beck.
Ab April 2001 war Busse Dozentin im Fachbereich „Darstellende Künste“ an der Folkwang Universität der Künste, anfangs im Rahmen einer Professurvertretung. Ab 2003 war sie unbefristete Professorin für praktische Theaterarbeit, Grundstudium und Szenenstudium in den Studiengängen Schauspiel und Musical an der Folkwang Hochschule in Essen. Von 2006 bis 2011 war sie auch Dekanin des Fachbereichs 3 „Darstellende Künste“.
Als Professorin war Busse wesentlich an der Vereinigung und Zusammenführung der Schauspiel-Studiengänge in Folkwang Essen und Folkwang Bochum beteiligt. Sie engagierte sich im Rahmen der „Ständigen Konferenz Schauspielausbildung“, eines Verbundes aller deutschsprachigen Schauspielausbildungen. 2002 gelang es ihr, das Schauspielschultreffen an die Folkwang Hochschule zu holen. Seit 2009 war Busse Geschäftsführerin der „Europäischen Theaterakademie Konrad Ekhof GmbH“ in Hamburg.
Busse starb im Januar 2015 im Alter von 58 Jahren nach langer Krankheit. Ihre Unterrichtstätigkeit hatte sie bis kurz vor ihrem Tode noch ausgeübt. Busse lebte in Gmund am Tegernsee.

## Filmografie (Auswahl)
- 1989: Nathan der Weise (Theateraufzeichnung, Schauspielhaus Nürnberg)
- 1993: Frankenberg[3] (Fernsehserie)
- 1996: Derrick[4][5] (Folge: Der Verteidiger)